# آسیاتیک
آسیاتیک (انگلیسی: Astatic) شرکت الکترونیک آمریکایی است، که در سال ۱۹۳۳ توسط کرید کرپنینگ تأسیس شد.